# L'Araignée d'eau
Pour plus de détails, voir Fiche technique et Distribution.
L'Araignée d'eau est un film français réalisé en 1968 par Jean-Daniel Verhaeghe, sorti en 1971.

## Fiche technique
- Titre : L'Araignée d'eau
- Réalisation : Jean-Daniel Verhaeghe, assisté de Jacques Fansten et Bernard Cohn
- Scénario : Jean-Daniel Verhaeghe, d'après le roman de Marcel Béalu
- Dialogues : Jean-Daniel Verhaege et Marcel Béalu
- Photographie : Jean Gonnet
- Son : Jean-Pierre Ruh
- Décors : Robert Luchaire
- Montage : Marie-Claire Korber
- Musique : Serge Kaufmann
- Société de production : Tanit Productions
- Tournage : du 12 novembre au 9 décembre 1968
- Pays d'origine :  France
- Durée : 76 minutes
- Date de sortie : 20 janvier 1971

## Distribution
- Élisabeth Wiener
- Marc Eyraud
- Marie-Ange Dutheil
- André Julien
- Pierre Meyrand
- Juliet Berto

## Distinctions
Le film a été présenté à la Quinzaine des réalisateurs, en sélection parallèle du festival de Cannes 1970.
Il a également été sélection au festival international du jeune cinéma de Hyères.[réf. souhaitée]